# The Best Offer
The Best Offer (italienska: La migliore offerta) är en italiensk dramathriller från 2013 i regi av Giuseppe Tornatore.

## Utmärkelser
Filmen vann David di Donatello för bästa film 2013.

## Roller (urval)
- Geoffrey Rush – Virgil Oldman
- Jim Sturgess – Robert
- Sylvia Hoeks – Claire Ibbetson
- Donald Sutherland – Billy Whistler
- Philip Jackson – Fred
- Dermot Crowley – Lambert
- Liya Kebede – Sarah
- John Benfield – bartender